# جاك سينجر (موزع)
جاك سينجر (بالإنجليزية: Jacques Singer)‏ هو موزع أمريكي، ولد في 9 مايو 1910 في برزيميسل في بولندا، وتوفي في 11 أغسطس 1980 في مانهاتن في الولايات المتحدة.

## وصلات خارجية
- جاك سينجر على موقع إن إن دي بي (الإنجليزية)